# Gaston Cabannes
Pour les articles homonymes, voir Cabannes.
Gaston Cabannes, né le 12 août 1882 à Agen (Lot-et-Garonne) et mort le 9 novembre 1950 à Bordeaux (Gironde), est un homme politique français. Membre de la Section française de l'Internationale ouvrière (SFIO), il est député de la Gironde de 1932 à 1942 et de 1945 à 1946.

## Biographie
Fils d'un tailleur d'habits et d'une repasseuse, il exerce le métier de son père et s'installe à Bordeaux. Il est mobilisé pendant la Première Guerre mondiale et adhère à la SFIO après son retour du front. En 1924, il fait partie de la liste du cartel des gauches aux élections législatives, mais sa place ne lui permet pas d'être élu. Quatre ans plus tard, il devient conseiller général, mandat qu'il conserve jusqu'en 1940. En 1932, il est élu député de la Gironde, réélu en 1936. À la Chambre des députés, il appartient à la commission des Douanes de 1932 à 1934, à celle du Travail de 1934 à 1940, et à celle des Boissons de 1936 à 1940.
De 1931 à 1935, il est aussi conseiller municipal et adjoint au maire de Bordeaux. Cette année-là, il est élu maire de Floirac.
Gaston Cabannes « se classait à la gauche du Parti socialiste ». Par conséquent, en 1933 il refuse logiquement de suivre Adrien Marquet dans sa scission d'avec la SFIO.
En 1940, il vote contre les pleins pouvoirs à Philippe Pétain. Le régime de Vichy le révoque de son poste de maire. Il retrouve ses mandats à la Libération. Gaston Cabannes ne se représente pas à la députation en 1946, mais redevient maire de Floirac jusqu'à son décès. Il est également juré à la Haute Cour de justice, présidée par Louis Noguères, à partir de 1945.
Il est remplacé par M. Eyguard (SFIO) au conseil municipal de Floirac.

## Sources
- « Gaston Cabannes », dans le Dictionnaire des parlementaires français (1889-1940), sous la direction de Jean Jolly, PUF, 1960 [détail de l’édition]